# Varillalmyrvireo
Varillalmyrvireo (Herpsilochmus gentryi) är en nyligen beskriven fågelart i familjen myrfåglar inom ordningen tättingar.

## Utbredning och systematik
Fågeln lever i skogar med sandig jord i sydöstra Ecuador och norra Peru. Den behandlas som monotypisk, det vill säga att den inte delas in i några underarter.

## Status och hot
Arten har ett stort utbredningsområde, men tros minska i antal, dock inte tillräckligt kraftigt för att den ska betraktas som hotad. Internationella naturvårdsunionen IUCN listar arten som livskraftig (LC).

## Namn
Fågelns vetenskapliga artnamn hedrar Alwyn Howard Gentry (1945-1993), amerikansk fältbotaniker och curator för Missouri Botanical Gardens. Fram tills nyligen kallades den även gentrymyrsmyg på svenska, men justerades 2022 till ett enklare och mer informativt namn av BirdLife Sveriges taxonomikommitté.